# Hylophila
Hylophila é um género botânico pertencente à família das orquídeas (Orchidaceae).

## Espécies
1. Hylophila cheangii Holttum, Gard. Bull. Singapore 24: 106 (1969).
2. Hylophila gracilis Schltr., Repert. Spec. Nov. Regni Veg. Beih. 1: 57 (1911).
3. Hylophila lanceolata (Blume) Miq., Fl. Ned. Ind. 3: 746 (1859).
4. Hylophila mollis Lindl., Gen. Sp. Orchid. Pl.: 490 (1840).
5. Hylophila nipponica (Fukuy.) T.P.Lin, Native Orchids Taiwan 2: 206 (1977).
6. Hylophila orientalis Schltr., Repert. Spec. Nov. Regni Veg. Beih. 1: 58 (1911).
7. Hylophila rubra Ames, Orchidaceae 2: 65 (1908).